# Reinhold Pommer
Pour les articles homonymes, voir Pommer.
Reinhold Pommer (né le 6 janvier 1935 à Zigartice et mort le 26 mars 2014 à Haßfurt) est un coureur cycliste allemand. Aux Jeux olympiques de 1956, il a fait partie de l'équipe unifiée d'Allemagne. Il a obtenu la médaille de bronze de la course par équipes avec Gustav-Adolf Schur et Horst Tüller, et pris la dix-huitième place du classement individuel de la course sur route. Professionnel de 1958 à 1961, il a participé deux fois au Tour de France.

## Palmarès
- 1956
  - 2e du championnat d'Allemagne sur route amateur
  -  Médaillé de bronze de la course par équipes des Jeux olympiques
- 1958
  - 2e du GP Bali
- 1959
  - 3e étape du Tour de l'Oise
  - 2e du GP Rei

## Résultats sur les grands tours

### Tour de France
- 1958 : abandon (11e étape)
- 1961 : abandon (2e étape)